# Diecezja Arauca
Diecezja Arauca (łac. Dioecesis Araucensis, hisz. Diócesis de Arauca) – rzymskokatolicka diecezja ze stolicą w Arauca, w Kolumbii. Jest sufraganią archidiecezji Nueva Pamplona.
W 2006 na terenie diecezji pracowało 6 zakonników i 49 sióstr zakonnych.

## Historia
26 maja 1915 papież Pius X erygował prefekturę apostolską Arauca. Dotychczas wierni z tych terenów należeli do wikariatu apostolskiego Casanare (obecnie nieistniejący).
15 czerwca 1945 prefektura apostolska Arauca utraciła część terytorium na rzecz prefektury apostolskiej Labateca (obecnie nieistniejącej). Część tych terenów powróciła do omawianej prefektury 29 maja 1956.
11 listopada 1970 prefektura apostolska Arauca została podniesiona przez papieża Pawła VI do godności wikariatu apostolskiego.
19 lipca 1984 papież Jan Paweł II podniósł wikariat apostolski Arauca do rangi diecezji.

Mapa diecezji

## Główne świątynie
- Katedra: Katedra św. Barbary w Arauca

## Ordynariusze

### Prefekci apostolscy Arauca
- Emilio Larquère CM[1] (1916 - 1923) następnie mianowany prefektem apostolskim Tierradentro
- Giuseppe Potier CM[1] (1924 - 1950)
- Graziano Martínez CM (1950 - 1956)
- Luís Eduardo García Rodríguez MXY (1956 - 1970)

### Wikariusz apostolski Arauca
- Jesus Emilio Jaramillo Monsalve MXY (1970 - 1984)

### Biskupi Arauca
- Jesus Emilio Jaramillo Monsalve MXY (1984 - 1989)
- Rafael Arcadio Bernal Supelano CSsR (1990 - 2003) następnie mianowany biskupem Líbano–Honda
- Carlos Germán Mesa Ruiz (2003 - 2010) następnie mianowany biskupem Socorro y San Gil
- Jaime Muñoz Pedroza (2010 - 2018)
- Jaime Cristóbal Abril González (od 2019)